# Laurent Vial
Laurent Vial (Corcelles, 9 de setembro de 1959) é um ex-ciclista de pista e estrada suíço. Em 1985, ele se profissionalizou.
Representou o seu país natal nos Jogos Olímpicos de Verão de 1984 em Los Angeles, onde conquistou a medalha de prata nos 100 km contrarrelógio por equipes, ao lado de Alfred Achermann, Richard Trinkler e Benno Wiss.